# El prisionero (Gérôme)
El prisionero es un cuadro de Jean-Léon Gérôme de 1861 y conservado en el Museo de Bellas Artes de Nantes.

## Descripción
Al anochecer, dos remeros bogan un bote en el Nilo. En él, un prisionero tendido con las manos en un cepo y los tobillos atados, vigilado por un guardia basi-bozuk a proa, así como por un arnaut (mercenario albanés cristiano en el ejército otomano) a popa cantando al tanbur y aparentemente burlándose del prisionero. A lo lejos se recorta el templo de Luxor.

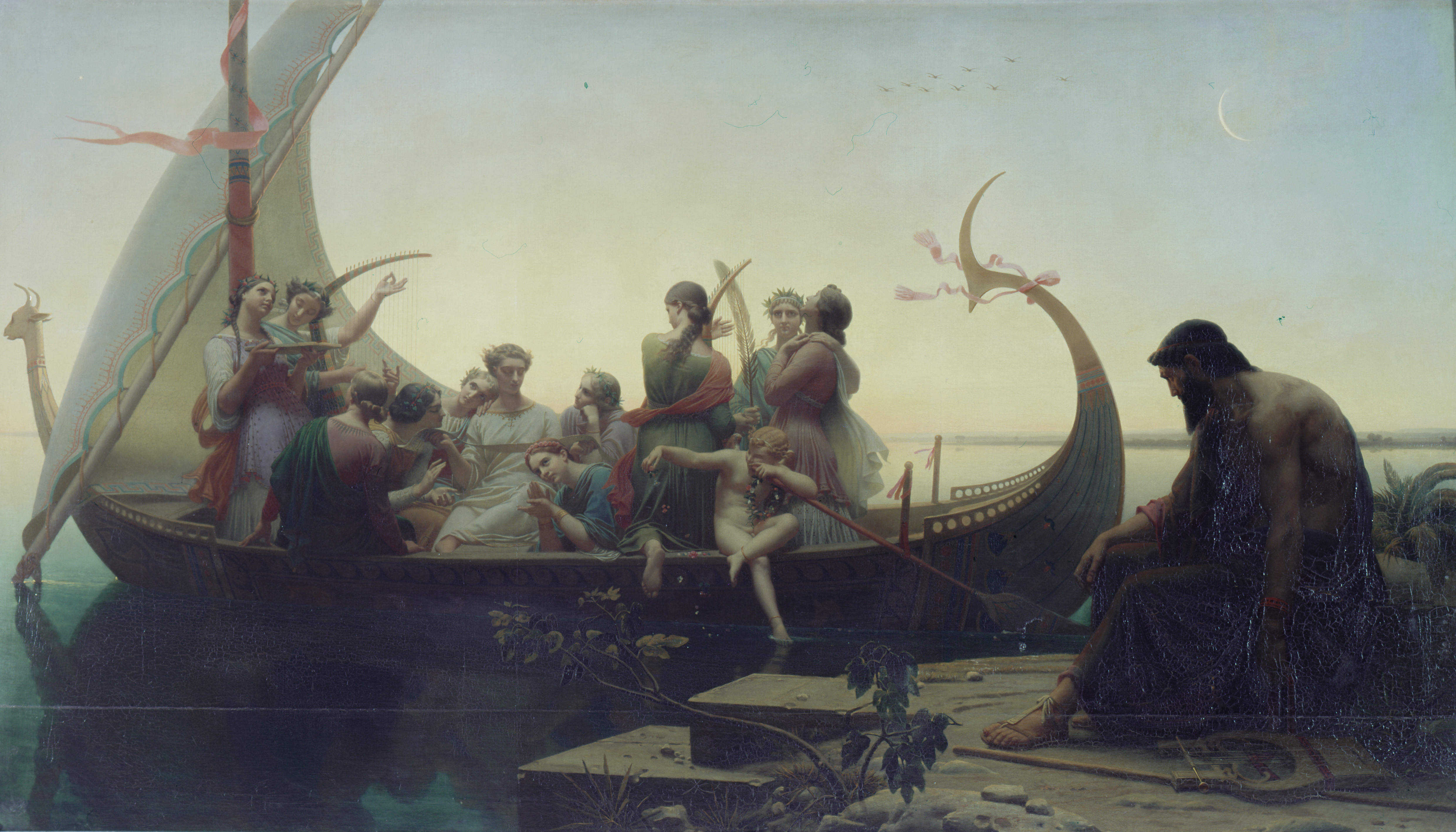
La tarde, de Charles Gleyre, 1843, conservada en el Museo del Louvre.

Los colores brillantes y cálidos de los personajes contrastan con los tonos suaves y vaporosos del ambiente. La amplísima línea del horizonte da una impresión de infinitud a la escena, reforzando el lado trágico ya presente por la aceptación estoica de su destino por parte del prisionero, sin duda conducido hacia nuevas torturas. La composición se acerca a otra obra del pintor conservada en Nantes, La llanura de Tebas.
Si el estilo desplegado por Gérôme se acerca al de su maestro, Charles Gleyre, en particular La tarde (Le Soir), el estudio de los rostros puede dar una nueva lectura a la obra: de hecho, el rostro del cautivo se parece al de Gleyre, mientras que el del guardia, al de Gérôme: el pintor quizá quería distanciarse de la tutela artística de Gleyre.

## Historia

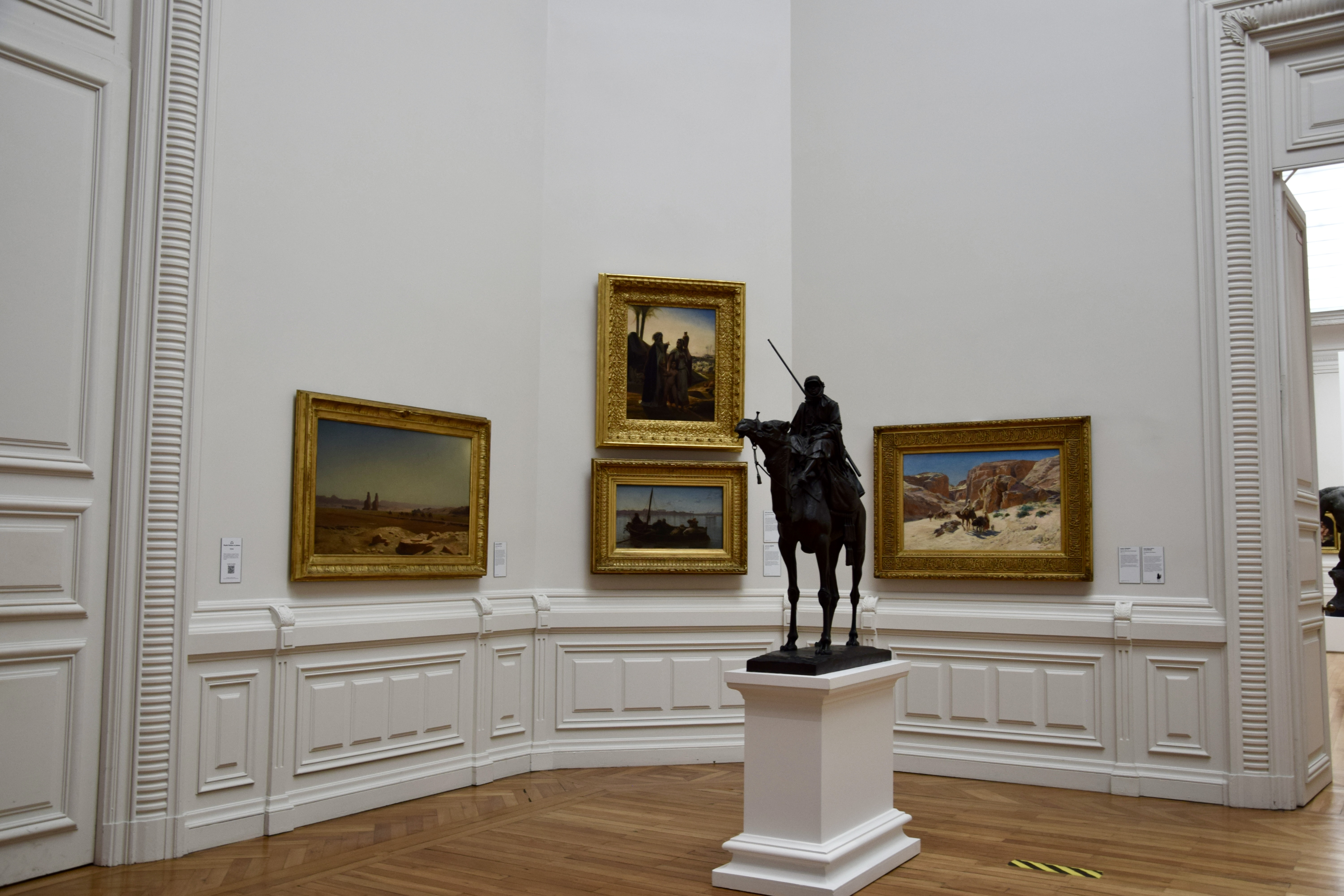
El prisionero en su sala de exposiciones.

Gérôme se inspiró en su viaje a Egipto para crear esta obra. Adquirida nada más ser terminada por la ciudad de Nantes en 1861, tuvo gran éxito en el Salón de 1863, el mismo año que presentó Luis XIV y Molière. El pintor hizo realizar un grabado a Goupil y pintó una nueva versión autógrafa en 1863. Al constatar los daños sufridos tras la exposición de El prisionero en el Salón de 1867, realizó restauraciones en el lienzo en 1868.

## Posteridad
La pintura inspiró a José María de Heredia a escribir un poema, El prisionero, que apareció en la colección Los trofeos (Les Trophées).